# Abrostola pulverea
Abrostola pulverea là một loài bướm đêm trong họ Noctuidae.